# Mariano da Roccacasale
Mariano da Roccacasale, al secolo Domenico Di Nicolantonio (Roccacasale, 13 gennaio 1778 – Bellegra, 31 maggio 1866), è stato un religioso italiano dell'Ordine dei frati minori. Papa Giovanni Paolo II lo ha beatificato nel 1999.

## Biografia
Domenico Di Nicolantonio nacque a Roccacasale in Abruzzo il 14 gennaio 1778, giorno di domenica, da una umile famiglia. Sin da piccolo Domenico maturando in sé lo spirito religioso di divenire seguace di Cristo. Sembra che il desiderio di una vita contemplativa gli balenò dopo aver assistito ai massacri dei francesi murattiani compiuti tra Sulmona e Roccacasale nel 1799, in particolare  l'eccidio di massa perpetrato nel 1801 nel suo paese.
Domenico scelse di vestire l'abito francescano, e andò a studiare al noviziato del convento di san Nicola di Arischia (L'Aquila). Qui il 2 settembre 1802 rivestì l'abito francescani col none di fra Mariano. 
Fra Mariano rischiò l'espulsione insieme ai festival dal convento a causa delle leggi di di soppressione degli Ordini religiosi di Napoleone Bonaparte, ma il convento non fu chiuso, sebbene alcune funzioni furono limitate. Nel 1814 il convento tornò in piena attività. 
Fra Mariano tuttavia per cercare maggiore tranquillità, volle lasciare l'Abruzzo per andare al Ritiro Spirituale di Bellegra, rimanendovi dal 1816 al 1866, anno della morte. Fra Mariano fu addetto alla portineria, dispensando il pane e cibo ai bisognosi, scegliendo di vivete povero come Cristo. Visse sempre appartato e in preghiera fini alla morte del 31 maggio 1866.
I suoi resti sono sepolti nel Sacro Ritiro di Bellegra (provincia di Roma).

## Il culto
La causa del beato Mariano fu introdotta il 12 dicembre 1895; il 3 maggio 1923 papa Pio XI ha autorizzato la Congregazione delle Cause dei Santi a promulgare il decreto sulle virtù eroiche del frate, riconoscendogli il titolo di venerabile.
Nel 1998 la Santa Sede ha riconosciuto l'autenticità di un miracolo attribuito all'intercessione del venerabile Mariano (la guarigione, avvenuta nel 1918, di un bambino di quindici mesi da una meninge-encefalite acuta).
È stato beatificato da papa Giovanni Paolo II il 3 ottobre 1999 in Piazza San Pietro a Roma; nella stessa cerimonia sono stati beatificati i venerabili Ferdinando Maria Baccilieri, Edward Poppe, Arcangelo Tadini, Diego Oddi e Nicola da Gesturi.
Il suo elogio si legge nel Martirologio romano al 31 maggio.